# Naudhia
Naudhia è una suddivisione dell'India, classificata come census town, di 7.143 abitanti, situata nel distretto di Sidhi, nello stato federato del Madhya Pradesh. In base al numero di abitanti la città rientra nella classe V (da 5.000 a 9.999 persone).

## Geografia fisica
La città è situata a 24° 13' 28 N e 82° 34' 29 E.

## Società

### Evoluzione demografica
Al censimento del 2001 la popolazione di Naudhia assommava a 7.143 persone, delle quali 3.823 maschi e 3.320 femmine. I bambini di età inferiore o uguale ai sei anni assommavano a 1.064, dei quali 564 maschi e 500 femmine. Infine, coloro che erano in grado di saper almeno leggere e scrivere erano 4.914, dei quali 2.941 maschi e 1.973 femmine.